# Lagascea
Lagascea – rodzaj roślin z rodziny astrowatych (Asteraceae). Obejmuje 9 gatunków. Rośliny te występują na kontynentach amerykańskich sięgając na północy do Arizony i Meksyku, a na południu do północnej Argentyny. Centrum zróżnicowania rodzaju stanowi Meksyk, gdzie rośnie 8 gatunków. Najszerzej rozprzestrzeniony gatunek L. mollis rośnie także w południowej i wschodniej Azji.
Nazwa rodzaju upamiętnia hiszpańskiego botanika Mariano Lagasca y Segurę (1776–1839).

## Morfologia
PokrójRośliny jednoroczne, byliny, a najczęściej krzewy osiągające od 0,5 do 1 m, czasem do 3 m wysokości. Łodygi prosto wzniesione lub rzadziej podnoszące się lub ścielące, rozgałęziające się od nasady. Nagie lub owłosione, czasem ogruczulone.
LiścieŁodygowe, naprzeciwległe, zwykle ogonkowe, rzadziej siedzące. Blaszka liściowa lancetowato jajowata do jajowatej, mniej lub bardziej piłkowana, na powierzchni naga lub owłosiona, jedwabisto lub szorstko, często też ogruczolona.
KwiatyWyrastają pojedynczo lub po kilka w koszyczkach tworzących wtórne kwiatostany złożone w postaci główek, które tworzą się pojedynczo na szczytach pędów lub tworzą kolejnego rzędu kwiatostany złożone w postaci baldachogrona. Okrywa koszyczka jest walcowata, o średnicy do 2 mm. Tworzą ją wąskie listki ułożone w jednym rzędzie. Dno koszyczka jest wypukłe, często owłosione, rzadko także z plewinkami. Kwiatów języczkowych brak. Pojedyncze kwiaty rurkowe (często tylko jeden) są obupłciowe, z koroną żółtą, rzadziej białą, różową lub czerwoną, walcowatą lub dzwonkowatą, zwieńczoną 5 łatkami równowąskimi do jajowatych, często owłosionymi.
OwoceBrązowe lub czarne, walcowate do jajowatych niełupki, nagie lub owłosione. Puch kielichowy ma postać krótkich do ości tworzących pierścień na szczycie owocu.

## Systematyka
Rodzaj z plemienia Heliantheae podrodziny Asteroideae w obrębie rodziny astrowatych Asteraceae.
Wykaz gatunków
- Lagascea angustifolia DC.
- Lagascea aurea Stuessy
- Lagascea decipiens Hemsl.
- Lagascea espinalii Pruski
- Lagascea helianthifolia Kunth
- Lagascea heteropappus Hemsl.
- Lagascea mollis Cav.
- Lagascea palmeri B.L.Rob.
- Lagascea rigida (Cav.) Stuessy